# José Patricio Guggiari
José Patricio Guggiari Corniglione (Assunção, 17 de março de 1884 — Buenos Aires, 30 de outubro de 1957) foi um jurista e político paraguaio, presidente do país de 15 de agosto de 1928 até 26 de outubro de 1931, quando entrega o cargo ao vice-presidente Emiliano González Navero para ser julgado pelo parlamento paraguaio por conta da violenta repressão à manifestações para a defesa do chaco paraguaio, voltando ao cargo em 28 de janeiro de 1932 até o fim do mandato, em 15 de agosto de 1932.

## Presidência
Foi o primeiro presidente eleito democraticamente com livre participação política na história do Paraguai, derrotando o candidato da Asociación Nacional Republicana, Sr. Eduardo Fleitas.
No Governo, com vice-presidente Emiliano González Navero e seu Gabinete foi formado por Eligio Ayala, Rodolfo González e Justo Pastor Benítez, no Ministério da Fazenda; Belisario Rivarola, Luis De Gásperi, Justo Pastor Benítez e Víctor Abente Haedo, no Interior; Rodolfo González, Eladio Velásquez, Justo Pastor Prieto, Justo Pastor Benítez e Alejandro Arce, em Justiça, Culto e Instrução Pública; Eliseo Da Rosa, Manlio Schenoni e Raúl Casal-Ribeiro, em Guerra y Marina; Gerónimo Zubizarreta e Higinio Arbo, nas Relações Externas.
Em 1928, constituiu-se o Congresso Nacional de Defesa, com pouco sucesso, apesar das circunstâncias; em 1929, após árduos debates, foi criada a Arquidiocese de Assunção (que não pretendia ser mais que uma expressão autônoma), sendo nomeado Juan Sinforiano Bogarín como o primeiro arcebispo. Em 1931 a velha vila de Ajos foi rebatizada de "Coronel Oviedo", em homenagem a um dos seus filhos mais ilustres, que ainda vivia. Foram criadas as respetivas Escolas de Medicina Dentária e de Ciências Económicas, base das Faculdades que chegaram posteriormente. Educação, tanto civil como militar, não havia sido negligenciado; em 1929 foi sancionada a Lei 1.048 de Reforma Universitária, que vinha rebocando desde 1926. Em 1931 é estabelecido um novo plano de estudos para a Escola Nacional e a ordem militar foi habilitada a Escola Superior de Guerra. Também foram adquiridas canhoneiras Humaitá e Paraguai, que foram fundamentais durante a Guerra do Chaco, iniciada no final de seu governo.
Nessa altura existiam 810 escolas primárias, 2 452 professores e 108 222 alunos.

## Massacre de 23 de outubro
Em março daquele ano, foi engendrado um "revolta militar", concedido ao então prefeito Rafael Franco. O trágico acontecimento ocorrido em 23 de outubro deixou uma marca profunda não só no julgamento de seu governo, mas também na sensibilidade de sua própria pessoa. O protesto teve origem porque o presidente Guggiari decidiu manter em segredo seus movimentos no Chaco porque era perigoso compartilhá-los com a imprensa porque poderia alertar o adversário, que na época era a Bolívia.
O Centro de Estudantes Universitários, liderado por Agustín Ávila, convocou uma marcha na véspera, em 22 de outubro de 1931, da Praça Uruguaia. De lá partiram para o Palácio para se manifestarem perante o Presidente da República, Dr. José Patricio Guggiari. Como não encontraram o Presidente, continuaram a caminhar pelas ruas, sem serem parados pela polícia, e chegaram a sua casa. Discursos foram feitos e a casa foi apedrejada, já em situação de turba. Anteriormente, eles haviam sido arejados pelo então major Rafael Franco. Os estudantes foram, no final, abruptamente dispersos pela polícia.
No dia seguinte, alunos do Colégio Nacional e da Escola Normal foram convidados para nova manifestação para protestar contra a hostilidade da polícia na véspera. A coluna de estudantes percorreu as redações, atirou pedras nas dependências do El Liberal e chegou ao Palácio do Governo, onde estava o Presidente da República. Os ânimos continuaram e a multidão atropelou o cordão policial de proteção do Palácio, dirigindo-se à escadaria que conduzia ao gabinete presidencial. A situação saiu do controle e uma rajada de metralhadora saiu da guarda do Palácio e gerou cenas lamentáveis. O presidente Guggiari apareceu na varanda, ordenando um cessar-fogo . Depois, refugiado no Colégio Militar, delegou o comando presidencial em González Navero e pediu ao Congresso Nacional por seu julgamento político. Foi o primeiro caso de impeachment levado a termo na história do país.
Esses graves acontecimentos ocorreram, ocasião em que a cota de energia ficou a cargo da Cnel. Arturo Bray, segundo suas próprias memórias, o Dr. Guggiari solicitou seu julgamento pelo Congresso , transferindo a partir dessa data e até 17 de janeiro de 1932, a primeira magistratura ao vice-presidente, que era o Sr. Emiliano González Navero. O parlamento o absolveu de culpa e punição. Com isso, tornou-se o primeiro presidente latino-americano a ser submetido a um julgamento político e absolvido das acusações.
Existe uma teoria que diz que o Partido Comunista Paraguaio estava por trás dos distúrbios.

## Tempo em Buenos Aires e seus últimos dias
Com a revolução de 17 de fevereiro de 1936 e a renúncia do presidente Eusebio Ayala, José P., como era conhecido, deixa o território paraguaio e permanece um tempo em Clorinda e Formosa , onde recebe a alarmante notícia de que o presidente do Víctor y , o Dr. Ayala e o glorioso líder guerreiro, General José Félix Estigarribia, foram detidos. Mais tarde mudou-se para Buenos Aires, onde fixou residência. Ele era casado com Rosa Rojas. Seus filhos o acompanharam no exílio, principalmente Maria Stella, que foi enfermeira na Guerra do Chaco, e que residia em Rosario, Argentina.. A outra filha Clementina era casada com Wenceslao Peralta e ambos se estabeleceram em La Colmena e os netos: José, Titín, Pedro Bruno, Teresa e Martha. O único filho de José P. chamava-se José Antonio.
Em Buenos Aires, apesar do exílio, da tristeza e da saudade, esteve permanentemente rodeado pelos seus compatriotas, a grande comunidade paraguaia, e também ali foi o ídolo indiscutível daquele povo e sem esquecer os argentinos que também esbanjaram para que José P. , sentiu como em seu próprio país.
Em junho de 1940, durante a presidência do general Estigarribia, com a notícia da morte de sua mãe, voltou ao Paraguai, de trem, para Villarrica. Voltou ao exílio durante a presidência do general Higinio Morínigo , em setembro de 1940. Quando, em 1946, o presidente Morínigo deu uma guinada para a democracia, uma anistia para todos os paraguaios, o retorno de José P., em 14 de agosto foi memorável. Dia de sol e lapachos com lindas flores. Nunca houve uma multidão comparável, superando em quantidade, as visitas anos depois de dois líderes americanos: Juan Domingo Perón e Getulio Vargas.
Os dias felizes da primavera democrática duraram apenas 6 meses e voltou para o exílio e lá por muitos anos, até sua morte em 29 de outubro de 1957.

"O orgulho de ser liberal só é superado pela honra de ser paraguaio", célebre frase do político liberal.